# Chorośnica (przystanek kolejowy)
Chorośnica (ukr. Хоросниця, ros. Хоросница) – przystanek kolejowy w miejscowości Chorośnica, w rejonie jaworowskim, w obwodzie lwowskim, na Ukrainie.
Przed II wojną światową istniała w tym miejscu stacja kolejowa.